# مغالطه تعمیم ناروا
مغالطه تعمیم ناروا یا (به انگلیسی: Faulty generalization) هنگامی رخ می‌دهد که شخصی از یک یا چند مثال و تجربهٔ جزئی یا از چند نمونهٔ محدود، مطلبی را استنباط کند و آن حکم را تعمیم دهد، در حالی که آن مثال‌ها و نمونه‌ها برای اثبات آن حکم کلّی بسیار کم، کوچک و غیرمتعارف باشند. در این حالت، شخص با توسل به نمونه‌ای کوچک و ناکافی نتیجه‌گیری می‌کند و داده‌هایی را که به موقعیت عادی یا معمول ارتباط نزدیک‌تری دارند، نادیده می‌گیرد.

## الگوی منطقی
نمونهٔ S از جمعیت P گرفته شده است.
نمونهٔ S بخش بسیار کوچکی از جمعیت P است.
نتیجهٔ C بر اساس نمونهٔ S به دست آمده و به جمعیت P نسبت داده شده است.

## مثال
- در ورزش فوتبال خشونت زیاد است و فوتبال ورزش بسیار خشنی است و نباید آن را آنجام داد. بوکس بهتر است!
- لباس تنگ پوشیدن یک فرد، نشانهٔ روابط نابکار آن با دیگران است و لباس تنگ نباید پوشید.[۱]

## تعمیم شتاب‌زده
تعمیم شتاب‌زده یک مغالطهٔ بی‌قاعده است که بدون در نظر گرفتن تمام داده‌های ارائه شده نتیجه‌گیری انجام می‌شود. این نتیجه‌گیری اشتباه به دلیل توجه نداشتن به تمام داده‌ها در اثر شتاب بیش از حد است.
تعمیم شتاب‌زده معمولاً از این الگو پیروی می‌کند:
1. X درست است برای A.
2. X درست است برای B.
3. بنابراین X برای C و D و E و… نیز درست است.

برای مثال، اگر شخصی برای نخستین بار به شهری سفر کند و ۱۰ نفر را ببیند که اتفاقاً همهٔ آنان کودک باشند، ممکن است به اشتباه به این نتیجه برسد که هیچ ساکن بزرگسالی در این شهر وجود ندارد.
از طرف دیگر، ممکن است شخصی به یک دنبالهٔ اعداد نگاه کند و متوجه شود که عدد ۱ یک عدد مربع است، ۳ یک عدد اوّل است، ۵ یک عدد اوّل است و ۷ نیز یک عدد اوّل است، ۹ یک عدد مربع است، ۱۱ یک عدد اوّل است و ۱۳ نیز یک عدد اوّل است. بر اساس این مشاهدات، فرد ممکن است ادعا کند که همهٔ اعداد فرد یا اوّل هستند یا مربع؛ در حالی که عدد ۱۵ مثالی است که این ادعا را رد می‌کند.

### نام‌های جایگزین
این مغالطه با نام‌های دیگری نیز شناخته می‌شود:
- مغالطه قوی سیاه
- تعمیم غیرمجاز
- مغالطه نمونهٔ ناکافی
- تعمیم از خصوصیات
- پرش به نتیجه
- کلّی‌گویی ناقص
- استنتاج شتاب‌زده
- استدلال بر اساس اعداد کوچک
- نمونهٔ غیرمعرف
- مغالطهٔ حقیقت بی‌ریشه

هنگام ارجاع به تعمیم ساخته‌شده از یک مثال، ممکن است از اصطلاحات «مغالطه واقعیت تنها» یا «مغالطه اثبات با مثال» استفاده شود.
هنگامی که شواهد عمداً برای سوگیری نتیجه کنار گذاشته می‌شوند، گفته می‌شود که مغالطه حذف برقرار است.